# Expeditie op de Schelde
De Expeditie op de Schelde was een Nederlandse vlootexpeditie tegen een Frans eskader op de Schelde in 1793, kort nadat revolutionair Frankrijk de oorlog aan de Republiek der Verenigde Nederlanden had verklaard.
In november 1792 waren Franse revolutionaire troepen onder leiding van de Franse generaal Charles-François Dumouriez de Oostenrijkse Nederlanden binnengevallen. De stad Antwerpen was al door hen overmeesterd. Alleen het Kasteel van Antwerpen aan de Schelde was nog in Oostenrijkse handen. Naar aanleiding van de toenemende spanningen tussen de Republiek der Verenigde Nederlanden en de Franse Republiek zeilde op 22 november 1792 een Frans smaldeel de Westerschelde op.

## Afsluiting van de Schelde
De Franse eenheid bestond uit de kanonneerbrik St. Lucie (14 stukken), het fregat Ariel (24 stukken), drie kanonneersloepen en gewapende vissersschepen, afkomstig uit Duinkerke. De St. Lucie ging voor anker bij Fort Rammekens, enkele dagen later gevolgd door de overige Franse schepen. De Franse commandant eiste in opdracht van generaal Dumouriez een vrije doortocht over de Schelde naar Antwerpen. Dit werd door de Nederlanders afgewezen, overeenkomstig de afspraken over de afsluiting van de Schelde in het Verdrag van Münster in 1648.
Ondanks de Nederlandse weigering, zeilde het Franse smaldeel op 1 december 1792 de Schelde op richting Antwerpen om de Oostenrijkers ook van de zeezijde aan te vallen. Vanaf het Nederlandse wachtschip Spion, dat in de Schelde voor Bath geankerd lag, werd deze schending gezien en doorgegeven aan de Prins van Oranje, Willem V van Oranje-Nassau.
In opdracht van de prins nam kapitein-ter-zee Jan Schreuder Haringman (kapitein van het linieschip Delft) het commando op zich van de Nederlandse vlooteenheden in Zeeland. Hij gaf bevel om alle buitenlandse uit zee komende schepen aan te houden, beleefd de toegang tot de Schelde te weigeren en zo nodig geweld te gebruiken indien men toch door wilde zeilen.

## Oorlogsverklaring
Op 1 februari 1793 verklaarde de revolutionaire regering van Frankrijk de oorlog aan de erfstadhouder van de republiek, Willem V, Prins van Oranje. Na deze oorlogsverklaring gaf de prins het opperbevel over de Nederlandse zeemacht in handen van viceadmiraal Jan Hendrik van Kinsbergen "met de Expresse last: om alle schepen zoodanig en in dier voege te employeeren als hij ten meeste dienste van den Lande en tot den meesten afbreuk van den vijand zal dienstig oordelen".

## Verovering van Franse marineschepen
Kapitein-ter-zee Haringman besloot vervolgens tot actie over te gaan. 140 matrozen, zeesoldaten (mariniers) en officieren van "'s-Lands Esquader", gestationeerd voor Bath op de Westerschelde roeiden in zeven sloepen in de nacht van 20 op 21 maart 1793 naar het Franse smaldeel. De expeditie stond onder leiding van eerste luitenant-ter-zee Willem Otto Bloys van Treslong. De Nederlanders werden bijgestaan door een loods uit Lillo, Jan Dankerts, die tijdens het begin van de vijandelijkheden met zijn loodsschip bij Bath lag. De Franse marineschepen lagen geankerd tussen de forten Lillo en Liefkenshoek op de Schelde.

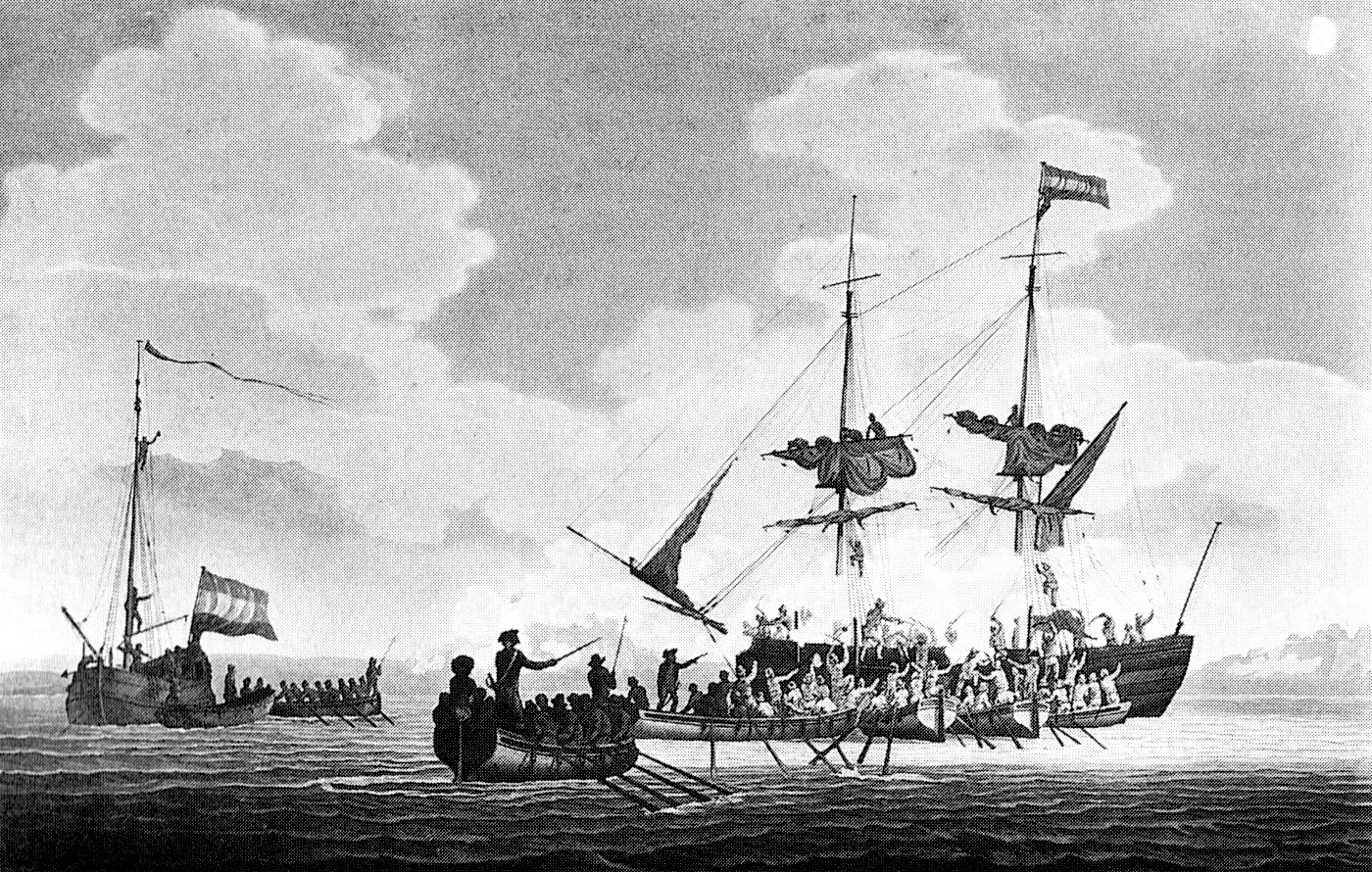
"Het attaqueeren en neemen der Fransche kanonneerbrik de St.Lucie en het Jagt dienende voor uitlegger; van voor de forten en onder het kanon van Lillo en Liefkenshoek; door zeeven gewapende Hollandsche sloepen gecommandeert door den Heer Lieutenant W.O.Bloys van Treslong op order van de W.E.D.Heer Commandant J.S.Haringman in den nacht tusschen den 20e en 21e Maart 1793."
Tekening door: B. Pollard. Uit: Atlas van Stolk.

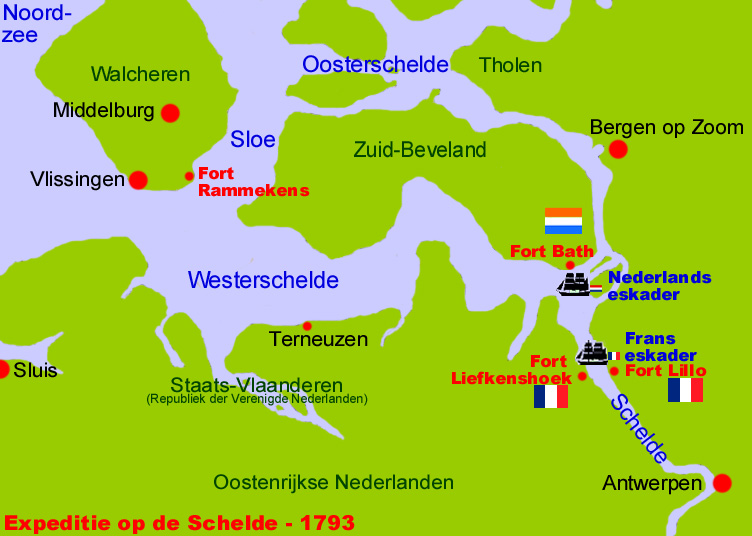
Kaart

Ter hoogte van het dorp Doel werden de Nederlandse sloepen ontdekt. Vanaf beide forten en de St. Lucie werden de sloepen fel beschoten door de Fransen. Sloepcommandant luitenant-ter-zee Constantijn Johan Wolterbeek enterde met zijn sloepbemanning als eerste de kannoneerbrik St.Lucie. In een man-tegen-mangevecht wisten de Nederlanders de overhand te krijgen. De gesneuvelde Fransen werden overboord gegooid en de overigen in de kajuit opgesloten. Hierna roeide een aantal sloepen naar het Franse adviesjacht (bewapend met 8 stukken). De sloep van Wolterbeek werd hierbij in brand geschoten door het geschut van de forten. De bemanning sprong aan boord van een andere sloep en enterde ook dit Franse gaffeljacht. Het adviesjacht werd door een aantal sloepen geboegseerd (versleept) en de St. Lucie zette koers naar Bath, beide schepen met de Nederlandse driekleur in top.
Tijdens de gevechten op beide schepen vielen vier Nederlandse doden en enkele gewonden. Ook aan Franse kant vielen doden. 57 Fransen werden als krijgsgevangene naar Vlissingen overgebracht.
Kapitein Haringman schreef op 21 maart 1793 aan de Zeeraad te Middelburg over deze succesvolle actie: "Hedennacht zijn op mijn orders, door onze 7 gewapende chaloupen met 140 vrijwilligers, tussen de forten Lillo en Liefkenshoek, de Fransche kanonneerboot St. Lucie, alsmede een Frans wachtschip veroverd met 57 krijgsgevangenen. De chaloupen lagen bij de aanval onder sterk vuur. Bij deze expeditie zijn 4 doden en enkele gewonden aan onze zijde gevallen."
Als beloning werd kapitein Jan Schreuder Haringman op 24 april 1793 bevorderd tot schout-bij-nacht en de eerste luitenant W.O. Bloys van Treslong tot kapitein-luitenant-ter-zee. Viceadmiraal Van Kinsbergen schonk Bloys van Treslong voor zijn betoonde moed bovendien een zilveren eredegen. Luitenant-ter-zee C.J. Wolterbeek kreeg het commando over de St.Lucie vanwege zijn heldhaftig optreden. De bemanningen en zeesoldaten van de sloepen werden door enthousiaste burgers van Rotterdam beloond met "één honderd dukaaten". Loods Jan Dankerts werd door Van Kinsbergen voorgedragen voor een onderscheiding, omdat hij vol ijver en zonder beloning aan de expeditie had deelgenomen.
Nederlandse marinemensen aan boord van de St. Lucie oefenden vervolgens met het Franse geschut. Een groot deel van de veroverde munitie werd aan boord gebracht van het linieschip Delft.
Luitenant-ter-zee Wolterbeek, in 1794 bevorderd tot eerste luitenant-ter-zee, was van 21 maart 1793 tot 25 maart 1794 commandant van de kanonneerbrik St. Lucie.

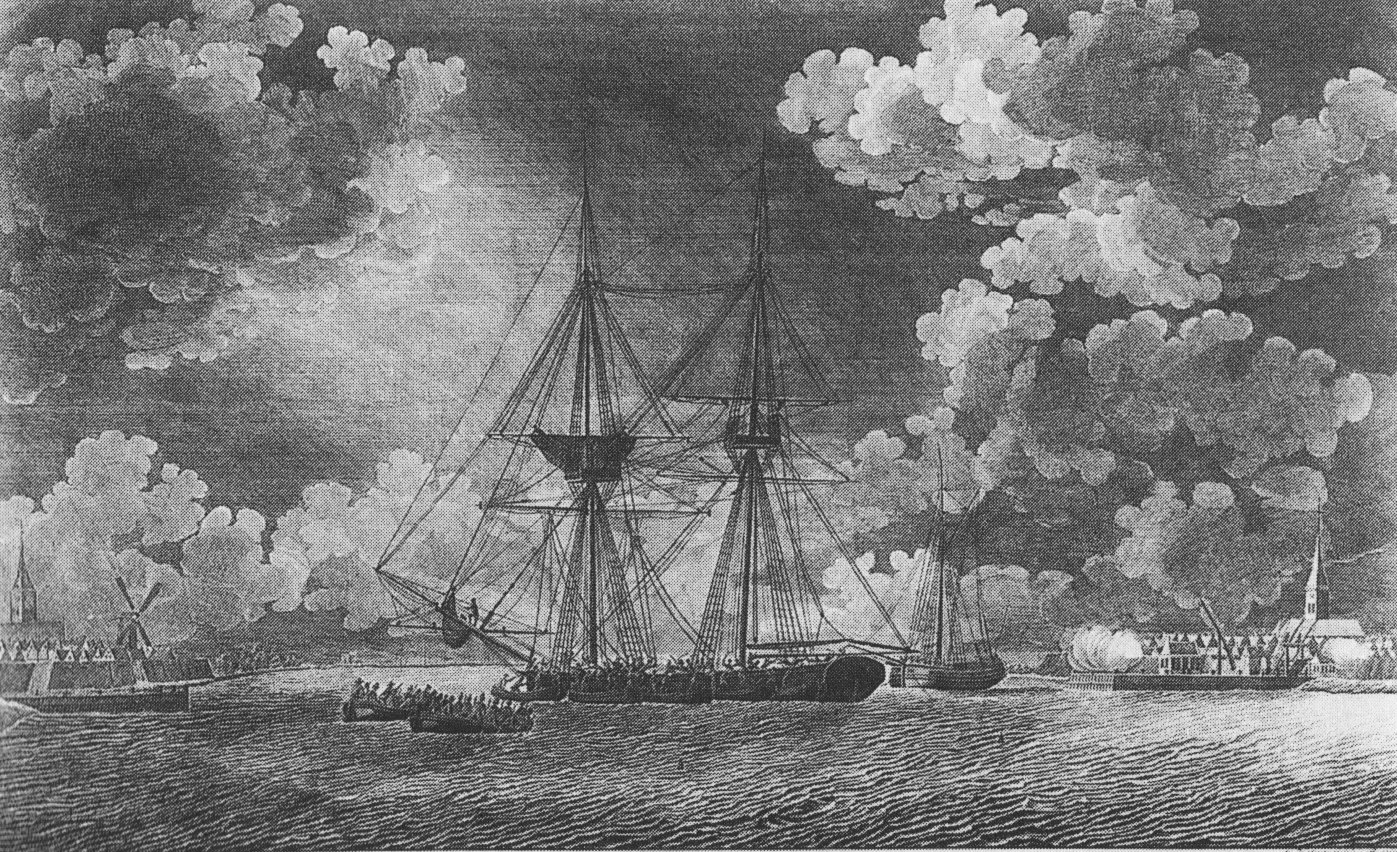
"...Expeditie per ordre van den Commandant Jan Schreuder Haringman, Capitein ter zee, commandeerende op de Zeeuwsche stromen, wegens het veroveren van de Fransche Canonneer Brik La Ste.Lucie en het Gaffeljagt van tusschen de forteressen Lillo en Liefkenshoek met zeven gewapende chaloupen..."
Tekening door: E. Hoogerheyden en C.M. van de Graaf. Uit: Atlas van Stolk.

## Opnieuw veroveringen op de Schelde
In september 1794 was het de beurt aan kapitein-luitenant-ter-zee Gerrit Verdooren, commandant van het fregat Minerva. Verdooren en kapitein-luitenant-ter-zee Van Dirckink overmeesterden, opnieuw bij nacht, met behulp van een tweetal roeisloepen een Franse gaffelschoener die voor anker lag op de rivier de Schelde ter hoogte van de Kruisschans. Zij werden hierbij ondersteund door de onder Nederlandse vlag varende brik La Levrette. (Dit voormalige Franse schip, bewapend met zes stukken, was op 12 september 1793 op de Rio de La Goa - in het huidige Mozambique - samen met de brik Le Penn bij de VOC-handelspost door de Nederlanders prijsgenomen en werd in 1794 ingezet bij de verdediging van Zeeland.) Bij de pogingen om de veroverde schoener weg te slepen, ontstond een vuurgevecht met de Fransen. Het Franse schip bleek te weinig water onder te kiel te hebben. Men zou op vloed moeten wachten om het schip naar de Nederlandse wateren te kunnen slepen. Omdat de beschieting zo hevig was, besloot Verdooren het schip in brand te steken om het onbruikbaar te maken voor de Fransen. De schoener brandde vervolgens tot aan de waterlijn volledig af.
Een maand later, in oktober 1794, werd door Verdooren een zeer succesvolle actie ondernomen. Zeven schepen die door de Fransen op de Schelde verzameld waren voor - vermoedelijk - een aanval op de Nederlanders wist hij weg te slepen onder het oog van de Franse wachtposten.
In 1795 werd Gerrit Verdooren bevorderd tot kapitein-ter-zee en commandant van het linieschip Delft.